# Жан II де Форе
Жан II (фр. Jean II de Forez; 1343 — 15 мая 1372) — последний граф Форе из рода д’Альбон (с 1362 года). Сын Гига VII и Жанны де Клермон.
Наследовал брату — Людовику I, погибшему в битве при Бринье 6 апреля 1362 года.
Жан II страдал психическим заболеванием. Его дядя Рено де Маллеваль, бывший при нём регентом, заложил графство Людовику Анжуйскому.
Жанне де Клермон, матери Жана II, удалось устранить Рено де Маллеваля от управления. Она заставила сына написать на графство Форе дарственную на её имя (1368).
Однако в том же году регентом при Жане II объявил себя его двоюродный брат — герцог Людовик II де Бурбон. Ему удалось захватить власть в Форе. Вскоре он женился на Анне Оверньской — племяннице графа, которая могла претендовать на наследство.
Бывший регент Рено де Маллеваль умер в 1370 году и таким образом выбыл из игры. Но Жанна де Клермон продолжила борьбу за Форе и частично добилась успеха: в 1370 году она была объявлена сорегентом графства.
В 1372 году Жан II умер, и его мать объявила себя графиней Форе. Но тягаться с герцогом Бурбонским ей было не по силам. К тому же в его пользу от своих прав отказался Людовик Анжуйский, ранее получивший в залог часть земель Форе.
В 1373 году Людовик II де Бурбон утвердился в графстве по правам своей жены как главной наследницы. За Жанной де Клермон был сохранён титул графини, и она формально считалась опекуном Анны Оверньской — своей внучки. В 1376 году Жанна отказалась от всех своих притязаний в обмен на пенсию.